# Eleanor Davis
Pour les articles homonymes, voir Davis.
Eleanor Davis, née le 16 janvier 1983, est une autrice de bande dessinée et illustratrice américaine.
Elle vit et travaille à Athens en Géorgie.

## Biographie

### Jeunesse et formation
Grâce à ses parents, Eleanor Davis lit dans son enfance des classiques de la bande dessinée, comme Petite Lulu ou Little Nemo in Slumberland, ainsi que des mangas et des œuvres plus récentes.
À l'âge de 14, inspirée par King-Cat de John Porcellino, elle commence à publier ses premiers minicomics.
Elle étudie la bande dessinée au Savannah College of Art and Design.

### Carrière
Chez l'éditeur jeunesse Toon Books, elle a publié Stinky (2008), puis Flop to the Top (2015) avec son compagnon, le dessinateur Drew Weing (en).
Elle participe à de nombreuses revues, telles que Nobrow ou Lucky Peach. En 2016, elle participe au premier numéro de la revue Pandora, dont elle réalise également la couverture,.
En 2014 paraît son premier recueil d'histoires courtes, How to Be Happy (Fantagraphics Books).

## Style
Poussée par un de ses professeurs au Savannah College, Eleanor Davis cherche une forme d'épure dans son dessin et à atteindre le « trait juste ». Ses histoires, souvent elliptiques et ambiguës, incluent des éléments de fables et de mythologie.

## Prix et distinctions
- 2009 : Prix Russ-Manning de l'artiste la plus prometteuse[7]
- 2009 : Stinky est livre d'honneur aux Geisel Award (en)[8]
- 2013 : médaille d'or de la Society of Illustrators (en) avec Drew Weing (en) pour Flop To The Top[9]
- 2015 : Prix Ignatz du meilleur recueil pour How to be happy
- 2018 : Prix Ignatz du meilleur roman graphique pour Why Art?
- 2020 : prix Ignatz de la meilleure histoire pour The Hard Tomorrow[10]

The Secret Science Alliance and the Copycat Crook (2009) et Stinky (2008) ont été nommés aux Prix Eisner.

## Publications

### Bande dessinée
- 2009 : The Secret Science Alliance and the Copycat Crook, avec Drew Weing (en), Bloomsbury  (ISBN 1599903962).
- 2014 : How to Be Happy, Fantagraphics Books  (ISBN 1606997408).
- 2016 : Frontier, Youth in Decline.
- 2016 : Libby’s Dad, Retrofit + Big Planet.
- 2017 : You & a Bike & a Road, Koyama Press  (ISBN 9781927668405).
- 2018 : Why Art?, Fantagraphics  (ISBN 9781683960829).
- 2019 : The Hard Tomorrow, Drawn and Quaterly, Book Incs

### Traduction en français
- 2016 : Pandora no1, Casterman
- 2018 : L’Art ?, Atrabile  (ISBN 978-2-88923-075-4).
- 2020 : Un monde terrible et beau, Gallimard

### Livres jeunesse
- 2008 : Stinky, Toon Books  (ISBN 0979923840).
- 2015 : Flop to the Top, avec Drew Weing, Toon Books  (ISBN 978-1-935179-89-4).